# Medalha de Mérito da Segurança Pública
A Medalha de Mérito da Segurança Pública é uma condecoração civil portuguesa que se destina a galardoar os elementos das Forças de Segurança que revelem excecionais qualidades e virtudes profissionais com merecimento de serem apontados ao respeito e consideração pública, podendo ainda ser atribuída a civis ou instituições que prestem ações relevantes à segurança pública.
A Medalha foi criada em 30 de novembro de 1926, tendo sido reformulada em 12 de maio de 1982. É outorgada pelo Governo de Portugal, mediante despacho do Ministro da Administração Interna.

## Graus
A Medalha de Mérito da Segurança Pública compreende 4 graus:
- Medalha de 1ª Classe
- Medalha de 2ª Classe
- Medalha de 3ª Classe
- Medalha de 4ª Classe

## Outros Links
http://oblogdopita.blogspot.pt/2014/07/medalha-de-merito-de-seguranca-publica.html